# Parma polylepis
Parma polylepis är en fiskart som beskrevs av Günther 1862. Parma polylepis ingår i släktet Parma och familjen Pomacentridae. Inga underarter finns listade i Catalogue of Life.